# Precisionsodling
Precisionsodling är växtodling med precision, för att optimalt utnyttja varje del av en viss åker. Ofta används positionsbestämning med GPS.

## Bakgrund
Förr var åkrarna små och varje lantbrukare kände sina små åkertegar väl. Under 1900-talet rationaliserades lantbruket. Detta gjorde att närliggande åkrar lades ihop. Åkrarna blev med tiden allt större och större. 
Genom denna rationalisering förlorade lantbrukarna detaljkännedomen om sina åkrar. Detta medförde att fälten fick en ojämn skördenivå och skördekvalitet. På vissa delar av fältet blev skörden mycket god, medan andra delar av fältet gav sämre skörd. Trots den ojämna skörden gödslades och besprutades hela fältet lika mycket, vilket är mindre lyckat för både miljön och lantbrukarens ekonomi.

## Precisionsodling
Med hjälp av GPS och fältdatorer kan lantbrukarna återfå den detaljkännedom, som deras förfäder en gång hade. Därmed kan skördarna och skördekvaliteten förbättras. Samtidigt kan växtnäringsläckaget minskas.
Med en GPS på skördetröskan kan lantbrukaren göra skördekartor, som visar hur skörden varierar över fältet. Genom en markkartering, där varje provpunkt mäts in med GPS, kan lantbrukaren se markens växtnäringsstatus och därmed räkna ut hur varje del av fältet ska gödslas, för att optimera skörden och skördekvaliten. Med en GPS på gödningsspridaren tillförs sedan varje del av åkern exakt rätt mängd gödning, för att uppnå den önskade skördenivån och skördekvaliteten.
Genom markkarteringen kan även lantbrukaren få en detaljerad bild av kalkbehovet, som sedan kan tillfredsställas med en GPS på kalkspridaren.